# 輝く都市

パリ万国博覧会 (1925年)のエスプリ・ヌーヴォー館で展示された「ヴォアザン計画」（1925年）

輝く都市（かがやくとし La Ville Radieuse）は、モダニズムの建築家、ル・コルビュジエが提唱した理想都市の構想である。
ル・コルビュジエは、人口過密で環境の悪化する近代都市を批判し、300万人の現代都市（1922年）、パリのヴォアザン計画（1925年）、輝く都市（1930年）などの計画案を発表した。1933年にCIAM（近代建築国際会議）で採択された「アテネ憲章」は、輝く都市の理念に沿ったものであった。
高層ビルを建設して空地（オープン・スペース）を確保し、街路を整備して自動車道と歩道を分離し（歩車分離）。それに基づき都市問題の解決を図ろうと提唱している。
ル・コルビュジエの思想は、当時のフランスにおいて異端的なものであり、ほとんど受け入れられなかったが、マルセイユをはじめとする各地に建設されたユニテ・ダビタシオン（1952年）は、「輝く都市」論の実践の一つであった。また、ブラジリアなど各国の都市計画の理念に大きな影響を与えた。

## 日本語訳
著作:"La Ville radieuse"（1935年刊、フランス語で「輝く都市」の意味）がある。図版多数の大著で下記の日本語訳が公刊。
- 『輝ける都市』 白石哲雄監訳（河出書房新社、2016年）

他にル・コルビュジエの都市計画に関する著書 "Manière de penser l'urbanisme"（1946年刊。直訳すれば「都市化の思考方法」）は下記。
- 『輝く都市』 坂倉準三訳（丸善、1956年／鹿島出版会「SD選書」、1968年）

なおSD選書では、ル・コルビュジエの著作を十数冊刊行している。　

## その他
森稔（森ビル社長）は邦訳の「輝く都市」に衝撃を受け、アークヒルズや六本木ヒルズなど、森ビルが手がけた「都市開発のコンセプトの原点」になったと語っている。（日本経済新聞2011.1.18夕刊）